# Збандут, Наталья Амирановна
Наталья Амирановна Збандут (Медюк) — советский и украинский кинорежиссёр.

## Биография
Наталья Амирановна Медюк (по мужу Збандут) родилась 13 октября 1946 года в городе Чапаевск Самарской области. В 1977 году окончила режиссёрский факультет КГИТИ имени И. К. Карпенко-Карого.

Свою карьеру в кино начинала в 1969–1972 гг. как ассистент режиссёра на киностудии «Укртелефильм». В дальнейшем, с 1977 года, стала режиссёром Одесской киностудии.
Была женой советского организатора кинопроизводства Геннадия Збандута (1929–1990), директора Одесской киностудии (1964–1984).

Умерла 25 марта 2010 года.

## Фильмография
- 1980 — Клоун
- 1982 — Год активного солнца
- 1984 — Сказки старого волшебника
- 1988 — Это было прошлым летом
- 1990 — Неустановленное лицо